# Sky TG24
Sky TG24 è un canale televisivo all-news italiano, prodotto da Sky Italia.
Il direttore di rete è Giuseppe De Bellis, vicedirettori sono Michele Cagiano, Alessandro Marenzi, Daniele Moretti e Omar Schillaci.

## Storia

Fotogramma della sigla in uso dal 14 giugno 2021

Sky TG24 nasce il 31 agosto 2003, sotto la guida di Emilio Carelli, con l'unificazione di gran parte delle redazioni di INN e Stream News. La prima edizione, in onda alle ore 6:00, è condotta da Valentina Bendicenti e Salvo Sottile. Il canale venne trasmesso in chiaro fino al 30 novembre 2008 da Hot Bird, venendo reso disponibile dal giorno dopo solo agli abbonati alla piattaforma satellitare, ed è sintonizzabile sui canali 100 e 500.
Il 6 marzo 2009 Sky TG24 ha come ospite, dopo 15 anni di assenza dagli schermi televisivi, il comico Beppe Grillo, intervenuto nella rubrica serale Nightline, condotta da Andrea Bonini, poi cessata all'inizio del 2010.
A partire dal 16 dicembre 2009, Sky TG24 va in onda in simultanea anche sul digitale terrestre come notiziario di Cielo, inizialmente con solo tre edizioni giornaliere (7:00, 14:00, 20:30), per poi passare alle edizioni flash.
A partire dall'8 novembre 2010, sono diffusi sul satellite altri tre canali di Sky TG24: Sky TG24 Primo Piano, Sky TG24 Eventi e Sky TG24 Rassegne, rispettivamente sulle numerazioni 503, 504 e 505.
Dal 14 febbraio 2011 il canale trasmette in formato 16:9, dallo stesso giorno il TG delle 21:00 va in onda da Milano (fino a settembre 2011). Dal 4 luglio 2011 Sarah Varetto è la nuova direttrice del canale notiziario. A partire dal 27 novembre 2011 Sky TG24 adotta una nuova veste grafica. Le innovazioni più evidenti sono il pannello (con spazio per video in diretta, foto, testi) e la nuova griglia.
Con l'inizio della nuova stagione, il 3 settembre 2012 viene avviato una ristrutturazione completa del canale che investe in primo luogo la stanza notiziaria, interamente rivestita da 70 visori e da una parete interattiva larga 7 metri e illuminata a diodi, che permettono di cambiare colore allo studio a seconda del momento della giornata portando a un risparmio energetico dell'80%. Inoltre viene introdotta una nuova grafica, evoluzione della precedente, si passa alla conduzione singola e vengono rinnovate e redistribuite le rubriche nel corso della giornata. Il rinnovamento ha permesso un maggiore ampliamento dei contenuti ed edizioni del telegiornale più caratterizzate e diverse tra loro.
Il 12 novembre 2012 il canale trasmette per la prima volta in alta definizione, in occasione del confronto televisivo tra i candidati alle elezioni primarie del centro-sinistra. Dal 1º settembre 2013 il canale trasmette anche in alta definizione sui canali 181 e 500 del pacchetto Sky Box HD, da uno studio rinnovato e con nuove grafiche più complete e realistiche.
Dal 26 gennaio 2015 Sky TG24 va in onda anche sul canale 27 del digitale terrestre, nel mux Rete A 1, a seguito di un accordo con ClassTV. La programmazione del canale è composta per circa il 70% da notizie e per il resto da approfondimenti, documentari, film e serie TV.
Dal 1º agosto 2015 Sky Italia compra la LCN 8 di MTV Italia e su di essa lancia il nuovo canale TV8, che trasmette delle brevi finestre informative denominate TG News Sky TG24 (al posto di MTV News) e, solo al mattino, anche la simultanea di Sky TG24.
Dal 30 gennaio 2016, Sky TG24 è disponibile in maniera provvisoria anche sul numero 50 del digitale terrestre con il nome di Sky TG24 DFTCD (che stava per Dentro i fatti con le tue domande, all'epoca utilizzato come slogan del canale).
Il 23 febbraio 2016 all'1:00, sul digitale terrestre, il canale abbandona il numero 27 per lasciare il posto a Paramount Channel (poi rinominato in Paramount Network) e diventa visibile in maniera definitiva solo sul canale 50.
Il 15 giugno Sky TG24 adotta una nuova grafica e un nuovo logo simili all'inglese Sky News.
Il 17 gennaio 2017, la direzione di Sky Italia, presieduta dall'amministratore delegato Andrea Zappia, presenta al personale della redazione romana un piano industriale che prevede lo spostamento dell'intera struttura redazionale, tranne quella politica e quella dedicata al Centro Italia, nella sede di Milano Santa Giulia. Il piano prevede 200 esuberi e 300 trasferimenti tra impiegati, tecnici e giornalisti. Il telegiornale andrà in onda dal centro Sky di Milano Santa Giulia, dove, secondo la società, verranno raddoppiati gli investimenti in infrastrutture tecnologiche. A seguito della riunione del Comitato di Redazione, che si è espresso all'unanimità contrario, viene proclamato lo stato di agitazione e consegnato un pacchetto di quattro giorni di sciopero.
Il 30 ottobre la redazione si sposta da Roma a Milano; per l'occasione esordisce un nuovo studio e nuove rubriche di approfondimento. Il nuovo studio ha uno spazio di 300 metri quadrati, flessibile e immersivo, dove oltre 100 metri quadrati di schermi (con una grande parete digitale da 140 pollici) rendono possibile, attraverso i video, la creazione di vere e proprie scenografie dinamiche in grado di accompagnare le notizie. La stanza notiziaria è accanto allo studio e non più a vista.
La vecchia sede di via Salaria 1021 a Roma viene gradualmente dismessa.
Il 30 aprile 2018 va in onda la prima diretta dal nuovo studio di Roma Montecitorio. Nel palazzo ubicato di fronte alla Camera dei deputati (già sede dello storico Cinema Capranichetta) si trovano, oltre lo studio televisivo e le regie, gli uffici e le sale riunioni della redazione politica della testata. L'inaugurazione della nuova sede, visitata dal Presidente del Consiglio Paolo Gentiloni pochi giorni dopo la sua apertura, segna la fine definitiva delle emissioni da quella romana di via Salaria. Dallo studio, dominato da una grande parete interattiva e da finte finestre sulla piazza antistante, va in onda Sky TG24 Pomeriggio nel daytime, trasmissioni speciali come "Il Confine" e speciali elettorali.
Il 1º giugno sbarca anche su Mediaset Premium le cui trasmissioni iniziano il 4, ma a partire dal 1º agosto non è più disponibile.
Un mese più tardi, il 2 luglio, il canale rinnova il proprio logo in contemporanea con gli altri canali del gruppo, reso più simile alla versione inglese.
Con l'avvento del nuovo anno, il 26 maggio 2019, con la messa in onda di una programmazione dedicata alle elezioni europee, il canale rinnova completamente le grafiche, mentre il 16 settembre successivo chiude definitivamente il servizio interattivo Sky TG24 Active insieme ai canali tematici Sky TG24 Eventi e Sky TG24 Rassegne. Rimane attivo unicamente il canale tematico Primo piano, che si sposta al canale 501, mentre i canali 502 e 503 vengono occupati rispettivamente da Sky Meteo 24 e Sky Sport 24.
Dal 23 settembre il canale si presenta al pubblico con un palinsesto profondamente rinnovato, che prevede nuove rubriche di approfondimento e una vocazione più internazionale grazie alle sinergie con gli altri canali del gruppo Comcast.
Dal 1º gennaio 2020 al 31 luglio 2021 il canale è stato disponibile su TIMvision.
Dal 29 giugno 2020 al 2 aprile 2021, ha prodotto il TG8, il telegiornale di TV8.
Dal 9 settembre 2020 il canale è visibile esclusivamente in alta definizione sul satellite; tuttavia la versione base continua a essere disponibile sul digitale terrestre e in diretta dal sito, mentre su Sky Go è stata visibile fino al 25 marzo 2021.
Il 1º gennaio 2022 Sky TG24, TV8 e Cielo passano nel mux TIMB 3 mentre diventano provvisorie le versioni del mux Mediaset 1. Inoltre la nuova versione di Sky TG24 è trasmessa in MPEG-4.
Tra il 2021 e il 2022 il canale subisce diversi rinnovamenti grafici, scenografici e di programmazione: si parte dal 14 giugno 2021 con una nuova grafica e un nuovo logo che si rifanno a quelli di Sky News, mentre dal 30 marzo 2022 a Milano esordisce uno studio rinnovato, molto simile al precedente ma caratterizzato da nuove architetture in legno, nuove luci, nuovi schermi a diodi e nuove inquadrature. Il 25 settembre 2022, in occasione della maratona dedicata alle elezioni politiche italiane, esordisce lo studio virtuale in realtà aumentata Infinite Studio.
Dal 12 agosto 2022 inizia a trasmettere in streaming attraverso YouTube.
Il 31 agosto 2023, per festeggiare i suoi 20 anni di attività, la testata trasmette con una grafica dedicata e con approfondimenti che ripercorrono tutti gli avvenimenti che in questo periodo hanno segnato la storia italiana e internazionale.
Il 6 giugno 2024 Simone Baglivo, produttore del canale gemello Sky News, intervista in esclusiva mondiale Amanda Knox.

## Loghi

31 agosto 2003 - 27 giugno 2010
28 giugno 2010 - 15 giugno 2016
16 giugno 2016 - 1º luglio 2018
2 luglio 2018 - 13 giugno 2021
In uso dal 14 giugno 2021

## Diffusione

### Canali tematici
Attivi
| LCN | Logo | Nome canale          | Descrizione |
| --- | ---- | -------------------- | --- |
| 501 |      | Sky TG24 Primo Piano | Trasmette 24 ore su 24 le notizie più importanti: di mattina con la rassegna stampa, e il resto della giornata con repliche di edizioni del telegiornale e delle rubriche di Sky TG24. Viene usato anche per la trasmissione di eventi in diretta. |
| 502 |      | Sky Meteo 24         | Trasmette 24 ore su 24 previsioni meteorologiche nazionali, regionali e internazionali; nonché video, bollettini e approfondimenti tramite vari sistemi grafici per illustrare le previsioni del tempo.                                            |

Chiusi
| LCN | Nome canale       | Data di chiusura  | Descrizione                                                                                   |
| --- | ----------------- | ----------------- | --------------------------------------------------------------------------------------------- |
| 504 | Sky TG24 Eventi   | 16 settembre 2019 | Trasmetteva gli approfondimenti delle notizie del giorno e/o le dirette di eventi importanti. |
| 505 | Sky TG24 Rassegne | 16 settembre 2019 | Trasmetteva le conferenze stampa e le rassegne stampa con i giornali del giorno.              |

### Canada
Una versione locale canadese di Sky TG24 è andata in onda in Canada di proprietà di Telelatino. Dopo aver ottenuto una licenza dalla CRTC per il servizio Network Italy, Telelatino Network ha lanciato il canale sotto il nome di Sky TG24 il 15 giugno 2005. La maggior parte dei suoi contenuti erano in simultanea dal canale italiano con l'aggiunta del contenuto canadese. Nel dicembre 2016 è stata sostituita da una versione localizzata di TGcom24.

## L'arrivo sul digitale terrestre
Dopo che era stato disponibile in chiaro fino al 30 novembre 2008, dal 27 gennaio 2015 Sky TG24 va in onda anche sul digitale terrestre, sul canale 27 nel mux Rete A 1, a seguito di un accordo con ClassTV. La programmazione del canale è composta per circa il 70% da notizie e per il resto da approfondimenti, documentari, film e serie TV.
Dal 30 gennaio 2016, il canale diventa disponibile anche sulla numerazione 50, prendendo il posto di La EFFE che da quel momento sarà presente solo su Sky al canale 139; viene identificato in via transitoria con il nome di "Sky TG24 DFCTD" (acronimo di Dentro i fatti, con le tue domande), trasmettendo la versione notiziaria (quella originale) già in onda sulla TV a pagamento satellitare rispetto a quella semigeneralista in onda sul canale 27.
Il 23 febbraio all'una di notte la versione semigeneralista sul canale 27 viene sostituita da Paramount Channel, che ha iniziato le proprie trasmissioni quattro giorni più tardi, rimanendo visibile solo in versione all-news sul canale 50, che nel frattempo ha ripreso l'identificativo originale; la sera stessa, il canale ha trasmesso la 61ª edizione dei David di Donatello.
Dal 1º ottobre 2020 il canale, insieme con TV8 e Cielo, diventa disponibile nel mux Mediaset 1 mentre la versione nel mux Rete A 1 diventa "provvisoria", rimanendovi fino al 1º gennaio 2021.
Dal 1º gennaio 2022 il canale si sposta sul multiplex TIMB 3, venendo trasmesso in MPEG-4.
Assieme a TV8 e Cielo è uno dei tre canali Sky visibili gratuitamente.

## Servizi interattivi
Sky TG24 aveva un suo servizio interattivo chiamato Sky TG24 Active. L'applicazione si apriva premendo il tasto verde del telecomando Sky dal canale 100 o 500, che a sua volta apriva una schermata composta da sei finestre: nella prima c'era la diretta di Sky TG24, nella seconda il canale Primo piano, nella terza il canale Eventi con gli approfondimenti delle notizie del giorno e/o le dirette di eventi importanti, nella quarta le notizie sportive, nella quinta il canale Rassegne e nell'ultima Sky Meteo 24 Active, un menù interattivo di Sky Meteo 24 per consultare le previsioni del tempo nella località selezionata. Nel 2016, questo canale interattivo cambia nome in Mosaico Sky TG24.
Dal 16 settembre 2019 il servizio Active chiude definitivamente insieme con i canali Eventi e Rassegne, sostituito dall'applicazione di Sky TG24 per i decoder Sky Q e My Sky HD. Da questa app era possibile accedere al canale Primo piano, visionare le prime pagine dei principali quotidiani, consultare gli aggiornamenti meteo e partecipare al sondaggio di Sky TG24, un quesito su un tema importante della giornata in cui i telespettatori potevano esprimere il loro parere. L’app di Sky TG24 per My Sky HD e Sky Q è stata chiusa definitivamente il 1º novembre 2024, insieme a Sky Meteo 24 Active. Quest’app non è mai stata presente né su Sky Glass né su Sky Stream, ma i suoi contenuti sono racchiusi tutt’oggi nella sezione News del menu principale, così come su Sky Q dopo la chiusura.
Il servizio Active non era disponibile sulla versione per il digitale terrestre, quindi non appariva il bollino verde in grafica e al suo posto vi era una cornice vuota su un lato della barra delle notizie (quest'ultima è leggermente differente rispetto a quella in onda sulla versione satellitare). Dal 14 giugno 2021, con il rinnovo della grafica e dopo la chiusura del servizio interattivo, il bollino verde relativo a esso sparisce definitivamente anche nella versione satellitare.

## Maratone
Durante questi eventi Sky TG24 ha trasmesso in diretta senza interruzione con programmazione dedicata.
| Data                            | Evento                                                                            | Note                             |
| ------------------------------- | --------------------------------------------------------------------------------- | -------------------------------- |
| Notte tra 26 e 27 maggio 2013   | Elezioni amministrative italiane                                                  | -                                |
| 7 gennaio 2015                  | Attentato alla sede di Charlie Hebdo                                              | -                                |
| Notte tra 13 e 14 novembre 2015 | Attentati di Parigi                                                               | -                                |
| 22 marzo 2016                   | Attentati di Bruxelles                                                            | -                                |
| Notte tra 4 e 5 giugno 2016     | Elezioni amministrative italiane                                                  | -                                |
| Notte tra 11 e 12 giugno 2016   | Strage di Orlando                                                                 | -                                |
| Notte tra 18 e 19 giugno 2016   | Ballottaggi elezioni amministrative italiane                                      | -                                |
| Notte tra 23 e 24 giugno 2016   | Referendum sulla permanenza del Regno Unito nell'Unione Europea                   | -                                |
| Notte tra 28 e 29 giugno 2016   | Attentato all'Aeroporto di Istanbul-Atatürk                                       | -                                |
| 1º luglio 2016                  | Strage di Dacca                                                                   | -                                |
| Notte tra 14 e 15 luglio 2016   | Strage di Nizza                                                                   | -                                |
| Notte tra 15 e 16 luglio 2016   | Colpo di Stato in Turchia                                                         | -                                |
| Notte tra 24 e 25 agosto 2016   | Terremoto del Centro Italia                                                       | -                                |
| 26 settembre 2016               | Confronto tra i candidati alle elezioni presidenziali negli Stati Uniti d'America | In collaborazione con La Stampa  |
| 9 ottobre 2016                  | Confronto tra i candidati alle elezioni presidenziali negli Stati Uniti d'America | In collaborazione con La Stampa  |
| 19 ottobre 2016                 | Confronto tra i candidati alle elezioni presidenziali negli Stati Uniti d'America | In collaborazione con La Stampa  |
| Notte tra 26 e 27 ottobre 2016  | Terremoto del Centro Italia                                                       | -                                |
| 30 ottobre 2016                 | Terremoto del Centro Italia                                                       | -                                |
| Notte tra 8 e 9 novembre 2016   | Elezioni presidenziali negli Stati Uniti d'America                                | In collaborazione con La Stampa  |
| Notte tra 4 e 5 dicembre 2016   | Referendum confermativo sulla riforma costituzionale Renzi-Boschi                 | -                                |
| 5 dicembre 2016                 | Referendum confermativo sulla riforma costituzionale Renzi-Boschi                 | -                                |
| 6 dicembre 2016                 | Referendum confermativo sulla riforma costituzionale Renzi-Boschi                 | -                                |
| 11 dicembre 2016                | Nomina e giuramento del Governo Gentiloni                                         | -                                |
| 12 dicembre 2016                | Nomina e giuramento del Governo Gentiloni                                         | -                                |
| 20 dicembre 2016                | Attentato terroristico di Berlino                                                 | -                                |
| 20 dicembre 2016                | Omicidio dell'Ambasciatore russo ad Ankara                                        | -                                |
| 3-4 giugno 2017                 | Attentato terroristico di Londra                                                  | -                                |
| 3-4 giugno 2017                 | Episodio di panico collettivo in Piazza San Carlo, Torino                         | -                                |
| Notte tra 4 e 5 marzo 2018      | Elezioni politiche italiane (Italia18)                                            | -                                |
| 14-19 agosto 2018               | Disastro del viadotto Polcevera a Genova                                          | -                                |
| 6-7 novembre 2018               | Elezioni di metà mandato negli Stati Uniti                                        | -                                |
| 26-27 maggio 2019               | Elezioni europee e amministrative (2019 La Notte dell'Europa)                     | -                                |
| 5 novembre 2024                 | Elezioni negli Stati Uniti d'America del 2024                                     | In collaborazione con Class CNBC |

## Il Confronto
Il Confronto è un programma televisivo andato in onda la prima volta nel novembre 2012 in occasione delle elezioni primarie del Partito Democratico. Il formato si articola in una serie di domande a cui segue la possibilità di rispondere entro un minuto e mezzo al massimo, tre possibilità di replica da 30 secondi ciascuna, domande incrociate tra i candidati e dagli ammiratori degli avversari e appello finale dei candidati. Sugli schermi presenti in studio è sempre presente un conto alla rovescia a cui i candidati devono rigorosamente attenersi. L'ordine di disposizione in studio, sui podi all'americana, è definito casualmente tramite sorteggio. La medesima cosa vale per le domande incrociate degli ammiratori. Prima di ogni Confronto i rappresentanti dei candidati e il direttore del telegiornale, Sarah Varetto, condividono e sottoscrivono il regolamento del formato. Il pubblico a casa è coinvolto attraverso il voto, che consente di indicare il candidato che li ha convinti di più, esprimendo la loro opinione tramite il decoder Sky connesso a internet o l'app di Sky TG24.
Dal 26 aprile 2017, dopo Il Confronto, va in onda Dopo Il Confronto, un programma di approfondimento condotto da Federica De Sanctis, nel corso del quale i giornalisti di Sky TG24 analizzano il confronto e la veridicità dei dati pronunciati dai candidati attraverso la verifica dei fatti. Durante quest'approfondimento vengono resi noti i risultati del voto da casa.

### Puntate deIl Confronto
| Data             | Evento                                     | Moderazione       | Protagonisti         | Studio televisivo              |
| ---------------- | ------------------------------------------ | ----------------- | -------------------- | ------------------------------ |
| 12 novembre 2012 | Elezioni primarie di "Italia. Bene Comune" | Gianluca Semprini | Matteo Renzi         | X Factor Arena, Milano         |
| 12 novembre 2012 | Elezioni primarie di "Italia. Bene Comune" | Gianluca Semprini | Pier Luigi Bersani   | X Factor Arena, Milano         |
| 12 novembre 2012 | Elezioni primarie di "Italia. Bene Comune" | Gianluca Semprini | Laura Puppato        | X Factor Arena, Milano         |
| 12 novembre 2012 | Elezioni primarie di "Italia. Bene Comune" | Gianluca Semprini | Nichi Vendola        | X Factor Arena, Milano         |
| 12 novembre 2012 | Elezioni primarie di "Italia. Bene Comune" | Gianluca Semprini | Bruno Tabacci        | X Factor Arena, Milano         |
| 23 maggio 2013   | Elezioni comunali a Roma                   | Gianluca Semprini | Gianni Alemanno      | Studi Sky, Roma Salaria        |
| 23 maggio 2013   | Elezioni comunali a Roma                   | Gianluca Semprini | Marcello De Vito     | Studi Sky, Roma Salaria        |
| 23 maggio 2013   | Elezioni comunali a Roma                   | Gianluca Semprini | Alfio Marchini       | Studi Sky, Roma Salaria        |
| 23 maggio 2013   | Elezioni comunali a Roma                   | Gianluca Semprini | Ignazio Marino       | Studi Sky, Roma Salaria        |
| 6 giugno 2013    | Elezioni comunali a Roma                   | Gianluca Semprini | Gianni Alemanno      | Piazza del Campidoglio, Roma   |
| 6 giugno 2013    | Elezioni comunali a Roma                   | Gianluca Semprini | Ignazio Marino       | Piazza del Campidoglio, Roma   |
| 29 novembre 2013 | Elezioni primarie del Partito Democratico  | Gianluca Semprini | Matteo Renzi         | X Factor Arena, Milano         |
| 29 novembre 2013 | Elezioni primarie del Partito Democratico  | Gianluca Semprini | Gianni Cuperlo       | X Factor Arena, Milano         |
| 29 novembre 2013 | Elezioni primarie del Partito Democratico  | Gianluca Semprini | Giuseppe Civati      | X Factor Arena, Milano         |
| 19 novembre 2014 | Elezioni regionali in Emilia-Romagna       | Gianluca Semprini | Stefano Bonaccini    | Studi Sky, Roma Salaria        |
| 19 novembre 2014 | Elezioni regionali in Emilia-Romagna       | Gianluca Semprini | Alan Fabbri          | Studi Sky, Roma Salaria        |
| 19 novembre 2014 | Elezioni regionali in Emilia-Romagna       | Gianluca Semprini | Giulia Gibertoni     | Studi Sky, Roma Salaria        |
| 19 novembre 2014 | Elezioni regionali in Emilia-Romagna       | Gianluca Semprini | Alessandro Rondoni   | Studi Sky, Roma Salaria        |
| 15 maggio 2015   | Elezioni regionali in Puglia               | Gianluca Semprini | Francesco Schittulli | Studi Sky, Roma Salaria        |
| 15 maggio 2015   | Elezioni regionali in Puglia               | Gianluca Semprini | Antonella Laricchia  | Studi Sky, Roma Salaria        |
| 15 maggio 2015   | Elezioni regionali in Puglia               | Gianluca Semprini | Michele Emiliano     | Studi Sky, Roma Salaria        |
| 17 maggio 2015   | Elezioni regionali in Campania             | Gianluca Semprini | Salvatore Vozza      | Studi Sky, Roma Salaria        |
| 17 maggio 2015   | Elezioni regionali in Campania             | Gianluca Semprini | Valeria Ciarambino   | Studi Sky, Roma Salaria        |
| 17 maggio 2015   | Elezioni regionali in Campania             | Gianluca Semprini | Marco Esposito       | Studi Sky, Roma Salaria        |
| 17 maggio 2015   | Elezioni regionali in Campania             | Gianluca Semprini | Stefano Caldoro      | Studi Sky, Roma Salaria        |
| 17 maggio 2015   | Elezioni regionali in Campania             | Gianluca Semprini | Vincenzo De Luca     | Studi Sky, Roma Salaria        |
| 21 maggio 2015   | Elezioni regionali in Veneto               | Gianluca Semprini | Jacopo Berti         | Studi Sky, Roma Salaria        |
| 21 maggio 2015   | Elezioni regionali in Veneto               | Gianluca Semprini | Luca Zaia            | Studi Sky, Roma Salaria        |
| 21 maggio 2015   | Elezioni regionali in Veneto               | Gianluca Semprini | Flavio Tosi          | Studi Sky, Roma Salaria        |
| 21 maggio 2015   | Elezioni regionali in Veneto               | Gianluca Semprini | Alessandra Moretti   | Studi Sky, Roma Salaria        |
| 25 maggio 2015   | Elezioni regionali in Liguria              | Gianluca Semprini | Alice Salvatore      | Studi Sky, Roma Salaria        |
| 25 maggio 2015   | Elezioni regionali in Liguria              | Gianluca Semprini | Luca Pastorino       | Studi Sky, Roma Salaria        |
| 25 maggio 2015   | Elezioni regionali in Liguria              | Gianluca Semprini | Giovanni Toti        | Studi Sky, Roma Salaria        |
| 25 maggio 2015   | Elezioni regionali in Liguria              | Gianluca Semprini | Raffaella Paita      | Studi Sky, Roma Salaria        |
| 31 maggio 2016   | Elezioni comunali a Roma                   | Gianluca Semprini | Virginia Raggi       | Studi Sky, Roma Salaria        |
| 31 maggio 2016   | Elezioni comunali a Roma                   | Gianluca Semprini | Roberto Giachetti    | Studi Sky, Roma Salaria        |
| 31 maggio 2016   | Elezioni comunali a Roma                   | Gianluca Semprini | Alfio Marchini       | Studi Sky, Roma Salaria        |
| 31 maggio 2016   | Elezioni comunali a Roma                   | Gianluca Semprini | Giorgia Meloni       | Studi Sky, Roma Salaria        |
| 31 maggio 2016   | Elezioni comunali a Roma                   | Gianluca Semprini | Stefano Fassina      | Studi Sky, Roma Salaria        |
| 2 giugno 2016    | Elezioni comunali a Milano                 | Gianluca Semprini | Giuseppe Sala        | Studi Sky, Milano Santa Giulia |
| 2 giugno 2016    | Elezioni comunali a Milano                 | Gianluca Semprini | Gianluca Corrado     | Studi Sky, Milano Santa Giulia |
| 2 giugno 2016    | Elezioni comunali a Milano                 | Gianluca Semprini | Stefano Parisi       | Studi Sky, Milano Santa Giulia |
| 8 giugno 2016    | Elezioni comunali a Milano                 | Gianluca Semprini | Giuseppe Sala        | Studi Sky, Milano Santa Giulia |
| 8 giugno 2016    | Elezioni comunali a Milano                 | Gianluca Semprini | Stefano Parisi       | Studi Sky, Milano Santa Giulia |
| 10 giugno 2016   | Elezioni comunali a Torino                 | Gianluca Semprini | Piero Fassino        | Lingotto, Torino*              |
| 10 giugno 2016   | Elezioni comunali a Torino                 | Gianluca Semprini | Chiara Appendino     | Lingotto, Torino*              |
| 15 giugno 2016   | Elezioni comunali a Roma                   | Gianluca Semprini | Roberto Giachetti    | Piazza del Campidoglio, Roma   |
| 15 giugno 2016   | Elezioni comunali a Roma                   | Gianluca Semprini | Virginia Raggi       | Piazza del Campidoglio, Roma   |
| 26 aprile 2017   | Elezioni primarie del Partito Democratico  | Fabio Vitale      | Matteo Renzi         | Studi Sky, Milano Santa Giulia |
| 26 aprile 2017   | Elezioni primarie del Partito Democratico  | Fabio Vitale      | Michele Emiliano     | Studi Sky, Milano Santa Giulia |
| 26 aprile 2017   | Elezioni primarie del Partito Democratico  | Fabio Vitale      | Andrea Orlando       | Studi Sky, Milano Santa Giulia |
| 28 febbraio 2019 | Elezioni primarie del Partito Democratico  | Fabio Vitale      | Roberto Giachetti    | Studi Sky, Roma Montecitorio   |
| 28 febbraio 2019 | Elezioni primarie del Partito Democratico  | Fabio Vitale      | Maurizio Martina     | Studi Sky, Roma Montecitorio   |
| 28 febbraio 2019 | Elezioni primarie del Partito Democratico  | Fabio Vitale      | Nicola Zingaretti    | Studi Sky, Roma Montecitorio   |

*: Il Confronto era inizialmente previsto in piazza San Carlo ma, a causa di avverse condizioni meteo, è stato spostato al Lingotto.

### SpecialiDopo Il Confronto
| Data           | Confronto                                 | Conduzione          | Giornalisti in studio | Studio televisivo       |
| -------------- | ----------------------------------------- | ------------------- | --------------------- | ----------------------- |
| 26 aprile 2017 | Elezioni primarie del Partito Democratico | Federica De Sanctis | Alessio Viola         | Studi Sky, Roma Salaria |
| 26 aprile 2017 | Elezioni primarie del Partito Democratico | Federica De Sanctis | Andrea Bonini         | Studi Sky, Roma Salaria |
| 26 aprile 2017 | Elezioni primarie del Partito Democratico | Federica De Sanctis | Alessandro Marenzi    | Studi Sky, Roma Salaria |

## Direttori
| Nome               | Periodo   |
| ------------------ | --------- |
| Emilio Carelli     | 2003-2011 |
| Sarah Varetto      | 2011-2018 |
| Giuseppe De Bellis | dal 2019  |

## Ascolti
Il 20 maggio 2012, giorno della notizia del terremoto dell'Emilia e degli aggiornamenti sull'attentato di Brindisi, Sky TG24 ha totalizzato 4 770 075 telespettatori unici nelle 24 ore. L'edizione speciale in onda dalle 9:30 alle 12:00 circa, è stata seguita da 244 566 telespettatori medi.
Il 12 novembre 2012 registra un nuovo primato di ascolti in occasione del Confronto tra i candidati alle primarie del centro-sinistra. L'evento, in onda dalle 20:30 alle 22:30, ha raccolto 683 000 telespettatori e il 2,25% di ascolti (cifra da aggiungere ai 1 159 000 spettatori che hanno seguito "Il Confronto" su Cielo). Successo di spettatori anche per "Il Dopo Confronto" seguito da 205 793 spettatori medi.
Il 25 febbraio 2013 con la maratona elettorale per le elezioni politiche (e regionali, in Lombardia, Lazio e Molise) il canale sfonda il muro dei 5 milioni di contatti, raccogliendo nelle 24 ore 5 368 664 spettatori unici (e 217 769 spettatori medi).
Il 13 marzo 2013, giorno dell'elezione di papa Francesco, sono stati 4 531 567 gli spettatori unici (il secondo miglior risultato di sempre) che hanno seguito Sky TG24. In particolare, ascolti ineguagliati per l'edizione del telegiornale in onda dalle 19 è vista da 837 867 spettatori medi con il 2,81% di ascolti. Inoltre, il canale notiziario diretto da Sarah Varetto ha registrato un picco di 1,4 milioni di spettatori medi (ascolti del 4,34%) intorno alle 20:20, pochi istanti prima che papa Francesco si affacciasse su Piazza San Pietro per salutare i fedeli.
Con la pubblicazione dei dati di ascolto da parte di Auditel relativi alla diffusione tramite il canale digitale terrestre 50 (DTT), ascolti che si vanno ad aggiungere al dato satellite (DTH), Sky TG24 risulta essere ufficialmente la rete notiziaria più vista in Italia: a luglio 2016 la media share giornaliera è stata di 0,88%, ponendo Sky TG24 davanti a Rai News24 che ha registrato 0,71% e TGcom24 con 0,45%. Anche i dati del mese di agosto 2016 confermano la posizione di Sky TG24 come primo canale con 0,79% di ascolti contro Rai News24 0,72% e TGcom24 0,44%.

### Ascolti mensili di Sky TG24
Dati Auditel relativi al giorno medio mensile sulla fascia individui 4+. I dati si riferiscono al solo canale satellitare (DTH) fino a giugno 2016, mentre da luglio 2016 sono comprensivi anche degli ascolti del digitale terrestre (DTT).
| Anno | Gen   | Feb   | Mar   | Apr   | Mag   | Giu   | Lug   | Ago   | Set   | Ott   | Nov   | Dic   | Media anno |
| ---- | ----- | ----- | ----- | ----- | ----- | ----- | ----- | ----- | ----- | ----- | ----- | ----- | ---------- |
| 2013 | 0,33% | 0,44% | 0,48% | 0,51% | 0,42% | 0,41% | 0,43% | 0,44% | 0,44% | 0,39% | 0,33% | 0,34% | 0,41%      |
| 2014 | 0,35% | 0,40% | 0,34% | 0,33% | 0,37% | 0,35% | 0,38% | 0,35% | 0,29% | 0,29% | 0,29% | 0,35% | 0,34%      |
| 2015 | 0,43% | 0,33% | 0,36% | 0,37% | 0,36% | 0,39% | 0,46% | 0,40% | 0,35% | 0,36% | 0,54% | 0,42% | 0,40%      |
| 2016 | 0,34% | 0,32% | 0,37% | 0,36% | 0,32% | 0,43% | 0,88% | 0,79% | 0,57% | 0,58% | 0,75% | 0,82% | 0,54%      |
| 2017 | 0,73% | 0,54% | 0,49% | 0,62% | 0,55% | 0,67% | 0,62% | 0,82% | 0,74% | 0,74% | 0,62% | 0,59% | 0,62%      |
| 2018 | 0,59% | 0,53% | 0,73% | 0,65% | 0,82% | 0,80% | 0,81% | 1,01% | 0,70% | 0,70% | 0,66% | 0,75% | 0,73%      |
| 2019 | 0,68% | 0,60% | 0,64% | 0,61% | 0,57% | 0,63% | 0,72% | 1,05% | 0,71% | 0,54% | 0,55% | 0,64% | 0,66%      |
| 2020 | 0,57% | 0,73% | 1,34% | 1,11% | 0,74% | 0,58% | 0,61% | 0,71% | 0,59% | 0,74% | 0,87% | 0,68% | 0,77%      |
| 2021 | 0,74% | 0,69% | 0,62% | 0,58% | 0,56% | 0,53% | 0,62% | 0,68% | 0,57% | 0,61% | 0,54% | 0,60% | 0,61%      |
| 2022 | 0,63% | 0,66% | -     | -     | -     | -     | -     | -     | -     | -     | -     | -     | 0,72%      |
| 2023 | 0,65% | 0,61% | 0,59% | 0,54% | 0,59% | 0,69% | 0,72% | 0,73% | 0,63% | 0,72% | 0,60% | 0,57% | 0,63%      |
| 2024 | 0,57% | 0,53% | 0,58% | 0,63% | 0,54% | 0,61% | 0,65% | 0,67% | 0,66% | 0,68% | 0,64% | 0,64% | 0,62%      |
| 2025 | 0,62% | 0,58% | 0,62% | 0,71% | 0,66% | 0,80% |       |       |       |       |       |       |            |

## Palinsesto

### Edizioni del telegiornale
Sky TG24 prevede, negli orari in cui non sono previste rubriche, edizioni del telegiornale che si ripetono ogni mezz'ora. Nella fascia mattutina le edizioni delle 6:30 (tutti i giorni), 7:30 (solo weekend), 8:30 (solo weekend) e 9:30 (solo sabato) sono interamente dedicate alla rassegna stampa. Sono poi previsti due telegiornali della durata di un'ora con uno spazio di approfondimento all'interno:
- Ore 13 con Tonia Cartolano oppure Stefania Pinna
- Ore 20 con Luigi Casillo oppure Marco Congiu

### Rubriche
- TG24 Buongiorno, condotto da Roberto Tallei, dal lunedì al venerdì dalle 7:00 alle 9:30, con una panoramica delle notizie del giorno nazionali ed internazionali, una ricca rassegna stampa a cura di Chiara Piotto, approfondimenti sulle notizie del giorno, aggiornamenti di borsa, sport, meteo in diretta.
- Start, condotto da Giovanna Pancheri, dal lunedì al venerdì dalle 9:30 alle 11:00, rubrica in diretta dagli studi nei pressi di Palazzo Montecitorio per anticipare i temi della giornata politica direttamente con i protagonisti: politici, rappresentanti delle istituzioni, giornalisti ed editorialisti.
- TG24 Business, condotto da Mariangela Pira dal lunedì al venerdì dalle 11:30 alle 12:00, un approfondimento sul mondo della finanza, nazionale e globale, e sulle più interessanti realtà dell'imprenditoria.
- Timeline, dal lunedì al venerdì alle 15:00 alle 16:30, condotto da Monica Peruzzi. Ogni giorno vengono trattati i principali temi di attualità con schede, collegamenti, dirette e molti ospiti per un'analisi completa e approfondita.
- TG24 Economia, condotto da Andrea Bignami dal lunedì al venerdì dalle ore 17:15 alle ore 18:00 (in replica alle ore 22:15). Approfondimento che racconta l'economia con un linguaggio semplice e chiaro con ospiti in studio.
- Numeri, dal lunedì al venerdì dalle ore 18:30 alle 19:00, uno spazio di approfondimento sui principali temi di attualità attraverso grafiche, dati e fact checking presentati dal vicedirettore Alessandro Marenzi.
- TG24 Mondo, condotto da Liliana Faccioli Pintozzi oppure Rolla Scolari, dal lunedì al venerdì dalle ore 19:15 alle ore 20:00, dedicato alle notizie internazionali.
- Wow, programma di cultura, cinema, musica, arte ed intrattenimento condotto da Valentina Clemente, in onda dal lunedì al venerdì alle 21:05.
- Skyline, con Luigi Casillo oppure Marco Congiu, in onda dal lunedì al venerdì dalle ore 23:00 alle ore 00:30, per ripercorrere tutte le notizie della giornata con la lettura in anteprima delle prime pagine dei giornali.
- TG24 Edicola, tutti i giorni alle 0:30 in diretta e poi in replica nel corso della notte: i temi principali della giornata trattati con i servizi della redazione e i titoli dei quotidiani e dei giornali in edicola dopo poche ore.
- TG24 Agenda, condotto da Lavinia Spingardi, il sabato dalle ore 10:00 alle ore 12:00, dagli studi politici nei pressi della Camera un'anticipazione con ospiti in studio di quelli che saranno i temi al centro del dibattito nella settimana che inizia e ripercorrere i temi di quella passata.
- Seven, condotto da Franco Ferraro il sabato dalle 15:00 alle 15:30, in cui con ospiti in studio vengono ripercorsi i temi più importanti della settimana; il programma viene trasmesso in replica nel corso del fine settimana.
- SkyTG25, condotto da Alessio Viola, il sabato dalle 16:00 alle 16:45, la 25esima ora del canale all news per fermarsi a riflettere e dedicare uno sguardo più attento e ragionato alle tematiche che hanno dominato l'attualità e a quei fatto meno visibili che spesso sfuggono ai radar del quotidiano.
- Health, condotto da Raffaella Cesaroni la domenica dalle 09:35 alle 10:00, l'appuntamento settimanale su salute e sanità che approfondisce i temi che riguardano le cure innovative, lo stato della ricerca, il benessere e gli sviluppi digitali.
- TG24 Progress, condotto da Alberto Giuffrè, la domenica dalle 10:00 alle 12:00, un approfondimento sui temi di attualità, innovazione, ambiente e tecnologia nel dibattito pubblico globale.
- Drive club, rubrica sulle auto, i motori e la mobilità a cura di Massimiliano Di Pietrantonio, in onda ogni martedì mattina e in replica nel corso del weekend.[24]
- Incipit, rubrica di libri curata e condotta da Filippo Maria Battaglia, in onda in TV e sui canali social ogni mercoledì mattina e in replica nel corso del weekend.[25]
- Now, rubrica mensile di innovazione e tecnologia a cura di Daniele Semeraro, in onda il giovedì mattina e in replica nel corso del weekend.[26]
- Flash, rubrica bisettimanale di lifestyle con le ultime novità in materia di fashion, living, art, style e hospitality a cura di Nicoletta Di Feo, in onda il martedì e nel weekend.[26]
- Yes Weekend, rubrica di viaggi e turismo condotta da Sara Brusco e Gian Marco Tavani, in onda il venerdì e nel weekend.[27]

### Meteo
Il meteo di Sky TG24 è curato da Sky Meteo 24, le cui previsioni sono visibili 24 ore su 24 al canale 502 della piattaforma satellitare. A condurre gli spazi dedicati alle previsioni del tempo e agli approfondimenti di meteorologia e ambiente sono: Sara Brusco, Alessandra Tropiano, Lorenzo Tedici e Stella Turian.

### Programmi esterni
- House of Cards (una stagione, solo digitale terrestre, 2015)
- Sanremo in the Sky (2020)
- Kobe in Heaven (2020), in collaborazione con Sky Sport

## Principali volti del canale

### Conduttori
Dopo aver optato fin dalla sua nascita per la conduzione in coppia, dal 3 settembre 2012 la rete all-news di Sky ha adottato la conduzione singola per ogni edizione del telegiornale, giustificata dalla possibilità di dare un taglio personale alla conduzione e da una maggior interazione con l'ospite durante le interviste. Sono tre i turni di conduzione stabiliti: la mattina dalle ore 6:00 alle 12:00, il pomeriggio dalle 12:00 alle 19:00 e la sera dalle 19:00 all'01:00.
- Mattina (6:00-12:00): Filippo Cappelli, Raffaella Cesaroni, Francesco Di Blasi, Vittorio Eboli, Ambra Orengo, Simonetta Poltronieri
- Pomeriggio (12:00-19:00): Chiara Antico, Caterina Baldini, Valentina Bendicenti, Claudio Calì, Lorenzo Gaggi, Roberta Poggi, Ketty Riga
- Sera (19:00-01:00): Francesca Baraghini, Beatrice Barbato, Valentina Clemente, Sharon Di Carlo, Paolo Fratter, Roberta Giuili, Chiara Martinoli, Veronica Voto

Dall'1:00 alle 5:00 il canale non trasmette in diretta e la programmazione è composta dalle repliche della rassegna stampa (Sky TG24 Edicola) e di alcune rubriche d'approfondimento.
Hanno condotto nel passato: Salvo Sottile, Olivia Tassara, Paola Saluzzi, Marco Piccaluga, Federica De Santis, Gianluca Semprini, Helga Cossu, Silvia Sacchi ed Ilaria Iacoviello.

### Corrispondenti
- Italia: Massimo Postiglione (Torino), Gianfranco Gatto (Padova), Flavio Isernia (Bologna), Chiara Caleo (Firenze), Gaia Bozza (Napoli), Piero Ancona (Bari), Raffaella Daino e Fulvio Viviano (Palermo). Anna Chieregato (Genova)

### Corrispondenti esteri
- Tiziana Prezzo (Londra), Federico Leoni (New York), Renato Coen (Bruxelles)

## Riconoscimenti
- 2006 Grand Premio Corallo Città di Alghero Telegiornale innovativo
- Premio TV - Premio regia televisiva 2007 categoria Migliore TG
- Premio TV - Premio regia televisiva 2008 categoria Migliore TG
- Premio TV - Premio regia televisiva 2009 categoria Migliore TG
- Premio TV - Premio regia televisiva 2014 categoria Migliore TG